# 北岡果林
北岡 果林（きたおか かりん、2003年9月19日 - ）は、日本のAV女優。マインズ所属。

## 略歴
2024年4月、『新人 FIRST IMPRESSION 171-恋心- 北岡果林』にてアイデアポケット専属女優としてデビュー。デビュー作では「モデル経験のある超名門大に通う現役女子大生」という触れ込みであった。同年9月より企画単体に移行。
FANZAレンタルフロアでは2025年5月度月間AV女優ランキング4位。同6月度月間AV女優ランキング4位、同7月度月間女優ランキング10位とコンスタントに上位記録を残す。

## 人物
- アサ芸シークレット編集部は「華奢ボディを震わせ潤んだ瞳の困り顔」と特徴を解説。「S級エロ美少女」と紹介した[5]。
- 週刊大衆は2025年上半期の「この本イキがすごい!」作品として『この子ヤバい!』（S-Cute）を推挙しており、「一見少女に見えるルックス、身体は超敏感でイク瞬間が最高の見どころ」と論評した[6]。また「デビュー作から過激なプレイに挑戦する大胆さ」と「高い演技力」も評価されている。

## 作品

### アダルトビデオ
- 新人 FIRST IMPRESSION 171-恋心- 北岡果林（4月9日、アイデアポケット）
- オール顔射！！初体験の大大大絶頂3本番スペシャル 北岡果林（5月14日、アイデアポケット）
- 携帯ナースコールで24時間口内射精OK！ 即尺超好き おしゃぶり痴女ナース 北岡果林（6月11日、アイデアポケット）
- 死ぬほど大嫌いな上司と出張先の温泉旅館でまさかの相部屋に… 醜い絶倫おやじに何度も何度もイカされてしまった私。 北岡果林（7月9日、アイデアポケット）

- 絶頂覚醒 もうセックスなしでは生きていけない… 絶頂イキ277回 マ〇コ痙攣1920回 鬼ピストン2451回 快感潮測定不能 北岡果林（8月13日、アイデアポケット）
- 超名門エリート大学生エビぞり絶頂初めてのナマ中出し 北岡果林（9月17日、本中）
- 清楚系地下アイドルと裏営業で繋がるオフパコ乱交撮影会。 推してくれるなら無制限ナマ中出し放題な僕たちの痴女天使様。 北岡果林（9月17日、無垢）
- 顔面偏差値最高MAX！ 現役JD北岡果林レズ解禁 はじめて女の子とエッチしちゃいました。 緊張してドキドキする胸の鼓動が聞こえてきそう。初々しい初心な反応を愉しむ王道レズ解禁ドキュメント。 椿りか 北岡果林（10月8日、ビビアン）
- 大人を見下してナメ腐った超生意気美女たちを絶倫チ●ポで徹底的に理解らせるW種付けレ×プ（RKI-689）（10月8日、ROOKIE）
- 先生のフェラ彼女のよりすっごいよ？～彼女がいる生徒に追撃フェラチオ女教師～ 北岡果林（11月19日、プレミアム）
- キレカワお姉さんにラブホに呼び出され涎ぐっちょりベロキス中出しで痴女られた僕 北岡果林（11月26日、痴女ヘブン）
- 大人っぽい可愛らしさに甘い喘ぎ声 パイパンマ○コをオチ○ポ指導！【個人撮影】中出し・イラマ・ほぼ処女 かりん 北岡果林（11月23日、INITIUM）←＊動画のみで DVDはありません!!
- 上京したて一人暮らしJDがアパートの変態大家につけ狙われ連日不法侵入20発ザーメン漬け昏●レ×プ 北岡果林（12月3日、MOODYZ）
- ねっとりチ〇ポをジュルジュポ しつこく亀頭をペロジュジュジュ お掃除フェラで舐めまくるお下品ナース 北岡果林（12月10日、アイデアポケット）
- 「唾液でベチョ濡れ超ビンビンじゃん！」 ベロチュウ制服リフレでヨダレまみれ溺れイキ！さらに裏オプ（本番）杭打ちキスキス騎乗位で脳がトロけて中出し連射！！ 北岡果林（12月17日、MOODYZ）
- 出張先のホテルで大人しい後輩女子社員とまさかの相部屋シングルベッド 突然、豹変した彼女は困惑するボクを密着誘惑し朝が来るまでひたすら痴女り続けた。 北岡果林（12月17日、エムズビデオグループ）
- 清楚な美大生の悲劇！？課題のヌードモデルを兄と父にお願いしたら勃起が収まらずそのまま3P連続中出し！？ 北岡果林（12月20日、プラネットプラス）
- 清楚で超内気な義妹を連日チクハラしてたら超敏感早漏体質になってイキまくり！下品な顔でイキまくる変態女子に豹変。 北岡果林（12月24日、ロイヤル）
- エッチなお姉さんが痴女ってくる中出しOK回春アジアンメンズエステ 北岡果林（12月24日、痴女ヘブン）

- 夫不在の自宅エステサロンに性欲モンスター襲来！絶倫キモおぢに強淫チ●ポマッサージで寝取られて… 連続中出しに堕ちた若妻エステティシャン 北岡果林（1月7日、ABC/妄想族）
- 人生初の大量潮吹き！ポルチオ限界ピストンされて大洪水お漏らしオーガズム 北岡果林（1月7日、ワンズファクトリー）
- 久しぶりに会った幼馴染がナマイキギャルになっていた！囁き杭打ち騎乗位で誘惑してきて何度も中出しさせられたボク 北岡果林（1月7日、BeFree）
- 『あっダメ！こんなところで…』イキなりクンニで強●絶頂！ウチのカワイイ新人女子社員のぷっくりマ○コを勤務中に味わい尽くす！ 北岡果林（1月7日、ディープス）
- ドスケベ競泳水着いいなりレ×プ 信じていた大人たちに弱みを握られひたすらに犯●れる水泳部女子大生 北岡果林（1月14日、ROOKIE）
- 出張先が記録的豪雨で童貞部下と突然相部屋に…雨で濡れた身体に興奮した部下に襲われ朝まで8発のびしょ濡れ絶倫性交 北岡果林（1月14日、アイデアポケット）
- オヤジのハメ撮りドキュメント ねっとり濃厚に貪り尽くす体液ドロドロ汗だく性交 北岡果林（1月21日、Fitch）
- 元カノ相部屋同窓会 5年ぶりに再会した元カノ2人と飲んだらお酒に酔って昔の恋話が再燃！終電で帰してくれず相部屋ラブホで朝まで奪い合い中出し 逢沢みゆ 北岡果林（2月4日、MOODYZ）
- おとなりさんの性処理妻 家事を手伝ってくれる近所の人妻の虜 北岡果林（2月11日、JET映像）
- 陸上女子の健康ハミ尻におじコーチち●ぽが大暴走！ 中年テクで責め上げてアナルまる見え種付けプレスで尻穴ヒクヒク潮吹きアクメ 北岡果林（2月18日、MOODYZ）
- 引きこもりの妹にマッチングアプリをさせてみたら… 北岡果林（2月20日、プラネットプラス）
- ねえ、Hな勉強しよ？ 華奢清楚な委員長の裏顔は僕の部屋に入り浸りこっそりチ○ポを貪る限界ムラムラ痴女！ 北岡果林（2月25日、ロイヤル）
- どちらが娘になるか競い合え。高慢叔父に引き取られた清楚スレンダー姉妹の肉棒奪い合い性奉仕 北岡果林 白石もも（2月25日、ダスッ!）
- お義父さんはお母さんが妊娠してセックスが出来なくなったので、その日から私を犯し始め、私まで妊娠させた。 北岡果林（3月4日、アタッカーズ）
- 親戚から預かることになった…ませた生意気メスガキを汗ドロ密着種付けプレスで精子逆流ザーメン漬けにして理解らせてやった 北岡果林（3月4日、ワンズファクトリー）
- ぷるつやリップと舌が溶け合うねっとりレズキスで長身美人BAにレズ堕ちする華奢美少女 北岡果林 木下ひまり（3月11日、ダスッ！）
- 身代わり肉便器 射精しても射精しても終わらない絶倫極道オヤジとの10日間孕ませ監禁生活 北岡果林（3月11日、アイデアポケット）
- 北岡果林 8時間BEST SweetCutie Love 恋してしまう可愛さ！！超名門大に通う現役女子大生のエッチ全部見せ！！（4月8日、アイデアポケット）
- たちんぼ 夜の街に佇む美女に本気で交渉 Vol.4（4月18日、DOC）
- 「こんなに濡らしたら…起きてるのバレちゃう…」 潰れた彼氏のすぐ横で身体を好き放題弄ばれても拒めず寝たふりしたままアソコをトロットロにする気弱な友達の彼女。（5月16日、DOC）
- 濃厚親父×姉妹洗脳 私達、新しいお義父さんの性玩具。 北岡果林 天馬ゆい（5月20日、プレミアム）
- 息子と妻が実家に帰省中、息子が通う保育園の可愛いと思っていた小柄な保育士さんをダメ元でデートに誘ったら、初めは断られたけど、次の日にやっぱりOKですと連絡がきて、横浜でデートして、近くのホテルに連れ込んだら、彼女も期待していたのかすごく嬉しそうで… 北岡果林（本中）
- 私が日常的に受けている絶倫クソじじぃからの種付け性的虐●。 北岡果林（5月27日、レアル・ワークス）
- 彼女の妹のスレンダーポニテ部活J系をクリトリスハラスメントで性感開発してクリに触れただけでイキ漏らしする超敏感中出し肉便器に仕上げた。 北岡果林（6月3日、ルナティックス）
- この子ヤバイ！！照れ屋な彼女の身体は『バカ！』正直。敏感イキすぎ3本番。北岡果林（6月3日、S-Cute）[5]
- マジメ女子マネージャー媚薬漬け合宿キメセク 制服少女の性欲暴走嫌いな顧問のチ○ポで朝から晩までアヘ堕ち性交 北岡果林（6月3日、ワンズファクトリー）
- 出所後、昔レ●プした女の娘を犯してやった。 北岡果林（6月3日、アタッカーズ）
- 1×年育てた娘は托卵でした…血縁関係がないと知ってから母親似の娘がやけにエロ憎たらしく孕むまで何度も中出ししまくった話 北岡果林（6月10日、アリスJAPAN）
- （女の子の感度をバグらせて）『痙攣するほどイカせてみたい！』ひよこ女子の究極’奥イキ’開発×いちゃいちゃポルチオSEXのすすめ。その2（6月12日、ひよこ）
- 「アナタの顔にヒトメボレしました」ツンツン部下の北岡さんとデレデレな上司宮西さんのキスで始まるオフィスレズ 北岡果林 宮西ひかる（6月12日、凸凹はぁと）
- 部活帰りの青春セックス 笑顔でおち●ぽにイキまくるドスケベ美少女と性交 北岡果林（6月17日、無垢）
- 誰にでも股を開く水泳部のヤリマン女子マネージャーに全身ぶっかけ21発！！膣からも精液が溢れて止まらない即ハメ穴兄弟合宿 北岡果林（6月24日、ケイ・エム・プロデュース）
- 北岡果林 最高級美女中出しソープ（6月26日、アイエナジー）
- 【ビジュ最強小動物系美少女】真面目そうに見えるけどエッチなことに興味深々な猥談系配信者！ウルウルの大きな瞳で見つめるフェラ顔は破壊力満点！似合い過ぎの萌えコスで可愛く悶えイキまくる！大興奮中出しSEX！！【なまハメT☆kTok】【かり丸】 北岡果林（6月29日、DOC）
- 美人ヨガインストラクターのスパッツがカパッと裂けてお尻が丸見えに！ 今すぐブチ込んでと言わんばかりに突き出した無防備エロ尻に我慢できず即ズボ！チャクラもアナルもかっぴらいて独りヨガりの連続中出し！（7月4日、DOC）
- MOON FORCE 2nd ぱこぱこしろうとコレクション。 vol.21（8月1日、DOC）
- 学年一清楚な彼女の色白デカ尻J系妹の無防備パンチラに我慢できずパンティ擦りつけぶっかけ射精！戸惑った隙にズボっとどさくさ挿入し問答無用デカち○ぽピストンで連射中出ししまくった。 北岡果林（8月5日、ルナティックス）
- 【クンニセクハラ】 残業中、2人きりの社内で中年オジ部長の巧みな舌使いに我慢できず何度も恥じらいイキさせられ舐め回しベロベロSEXしてしまう押しに弱い黒髪美脚部下OL 北岡果林（8月5日、スモークフィルムズ/妄想族）
- ローションどばどば寸止め誘惑で爆イキ昇天！可愛い顔してエグいほど小悪魔な焦らし射精性交 北岡果林（8月19日、kira☆kira）
- 背徳が興奮を倍増させる禁断兄妹中出し近親相姦 パイパンかりん 北岡果林（8月19日、姦乱者/妄想族）
- 即ヤリ専門！入室5秒で唾液たっぷりのベロちゅうで悩める絶倫M男君をビンビンにさせる小悪魔美少女 北岡果林20歳（8月21日、DANDY）

### アダルトVR
- 【VR】【8K VR】バイト先の後輩J○が忘れ物を届けに一人暮らしの僕の家に！？清楚な見た目なのにグイグイくる後輩に僕は… 北岡果林（9月13日、unfinished）
- 【VR】【8K】【新人×顔面特化×過剰ご奉仕ナース】研修の見習い看護師が親切丁寧にヤリすぎゃって入院中のチ○ポを射精管理までしちゃいましたSPECIAL！！！ 北岡果林（9月23日、SODクリエイト）
- 【VR】【8K VR】軽い気持ちで後輩に手を出したら、逆に誘惑され我慢できずに朝まで何度も中出ししまくった 北岡果林（10月18日、unfinished）
- 【VR】これぞ8K！フェラでボクを甘やかしてくれる ’年下カノジョ’と同棲生活 8KVR 北岡果林（11月1日、ケイ・エム・プロデュース）
- 【VR】天井特化アングルVR ～童貞が大好きなお姉さん～ 北岡果林（11月15日、ケイ・エム・プロデュース）

- 【VR】【8K VR】性教育特化型家庭教師、果林先生は未熟な教え子に1から10まで性を教え込む 北岡果林（1月24日、unfinished）
- 【VR】4人でクラスの男子全員卒業させました 鈴音まゆ 白石もも 久和原せいら 北岡果林（2月5日、本中）
- 【VR】【8K VR】特別指導 テニス部3年 北岡果林（2月7日、unfinished）
- 【VR】【8K】クラスで人気のあの子にひたすら僕の子種精子を子宮に注ぎ込んで孕ませてやる。根暗な僕の歪んだ性欲●姦 北岡果林（2月20日、SODクリエイト）
- 【VR】【8K】早朝5時、寝ている彼女のスマホを見たら浮気疑惑…メチャクチャ謝ってきてずっとキスされ「キミだけ」「好き」「大好き」を連呼されながら気が狂うほどヤリまくった！ 北岡果林（2月25日、こあらVR）
- 【VR】【8K】「ゴム無いので…ナマで挿れてもいいですか？◆」イッてもイッても止めない強●射精メンズエステ 北岡果林（3月7日、こあらVR）
- 【4K】初めて彼女のできた童貞のボクのためセックスの練習相手になってくれたからかい上手な幼なじみ。 北岡果林（3月29日、クリスタル映像）
- 【VR】「心がぐちゃぐちゃになるまで囁いてメス堕ちさせてあげる♪」あま～い声でささやいて好きを加速させるNo，1JKリフレ嬢 北岡果林（4月4日、KMPVR-彩-）
- 【4K】童貞は幼なじみに奪われました…初めて彼女のできた童貞のボクのためセックスの練習相手になってくれたからかい上手な幼なじみ 北岡果林（4月8日、クリスタル映像）
- 【VR】元気の無い内気なアルバイトの悩みを聞いてあげると誰にも見せた事のない笑顔で体を絡ませながら甘えてきた 北岡果林（4月18日、KMPVR-彩-）
- 【VR】【8K】無表情カノジョ。 北岡果林（4月28日、SODクリエイト）
- 【VR】シン・顔面特化アングルVR～北岡果林が顔面至近距離でボクを口撃フェラチオで射精管理する！！！！～（4月29日、ケイ・エム・プロデュース）
- 【VR】8K VR！母性全開のバブみSEX！！ 北岡果林（5月13日、ケイ・エム・プロデュース）
- 【VR】【8K】学生時代から近親相●していた姉が人妻になって帰って来た。壁が薄い実家の自室で最後の汗だく姉弟セックス 北岡果林（5月26日、SODクリエイト）
- 【VR】【8KVR】布団の中は…二人だけのひみつ基地 果林と一日ずっと愛を育む密着いちゃらぶ性交 北岡果林（5月31日、	CRYSTAL VR）
- 【VR】【8K VR】サイレントジェラシー 嫉妬した口下手な先輩に無言＆ジト目で見つめられ、有無を言わさぬ濃密ベロチュウ性交で完堕ちするまで分からされた激情片想い 北岡果林（6月24日、unfinished）
- 【VR】【超美顔推し接吻特化】極ベロキス！！パラダイス接吻お姉さんのKISSスペシャル！！ 北岡果林（6月9日、VRパラダイス）
- 【VR】人生の大ピンチが訪れる度に何処からともなく現れる中出しチア天使のエッチな応援で多幸感に包まれながらヤリまくる無敵射精ライフ！！（6月28日、KMPVR-彩-）
- 【VR】【8K VR】台風の日…寝込んだ僕を看病してくれた幼馴染 北岡果林（7月11日、unfinished）
- 【VR】【8K】夏本番！ビキニギャルハーレム～プールを占領するビッ痴女お姉さんと、水中でも陸上でもぶっこ抜き逆4P～（7月24日、SODクリエイト）
- 【VR】【8K】不登校制服女子の内申点上げ狙いの即尺・追撃フェラチオ 北岡果林（8月19日、こあらVR）